# 盲虾目
盲虾目（學名：Spelaeogriphacea）也称洞虾目，是软甲纲下的一个目，其下只有盲蝦科（Spelaeogriphidae）一個單型科。盲蝦目的類群体型小于十毫米，涌现于200万年前冈瓦那大陆附近的特提斯洋，但對其生態的了解仍相當有限

## 型態與分布
盲蝦目的生物沒有眼睛，生活於地下水域，如石灰岩洞穴、沙岩洞穴或含水土層中，被發現的四個物種中有三個生活在湖泊中，只有一種棲息在微鹹的水域。
盲蝦目的生物分布於南半球大陸的穩定岩層中，由於其分布廣泛，一般認為盲蝦目在特提斯洋出現前就已廣泛分布於岡瓦納大陸的地下水域中，之後因大陸飄移而分布在南半球的各大陸。

## 分類
盲蝦目下現只存在四種物種，都是棲息於地下的種類，分屬Mangkurtu、Potiicoara及Spelaeogriphus三個屬，Mangkurtu的有兩種，只存在澳洲的地下含水層；Potiicoar有一種，只在巴西馬托格羅索州的一個洞窟發現；Spelaeogriphus也只有一種，存在南非的桌山。四個物種基本上都棲息於淡水，只有一個物種棲息在靠近內流盆地的稍鹹水域。
在加拿大發現的化石生物Acadiocaris也被歸入盲蝦目，其生長在石炭紀，這個屬最先於1962年由Brooks命名，唯一的物種Acadiocaris novascotica則是1957年由Copeland命名的（得名自加拿大的新斯科細亞），1974年Frederick Schram又加入了Acadiocarididae科的分類。